# Pentila auga
Pentila auga är en fjärilsart som beskrevs av Karsch 1895. Pentila auga ingår i släktet Pentila och familjen juvelvingar. Inga underarter finns listade i Catalogue of Life.

## Bildgalleri

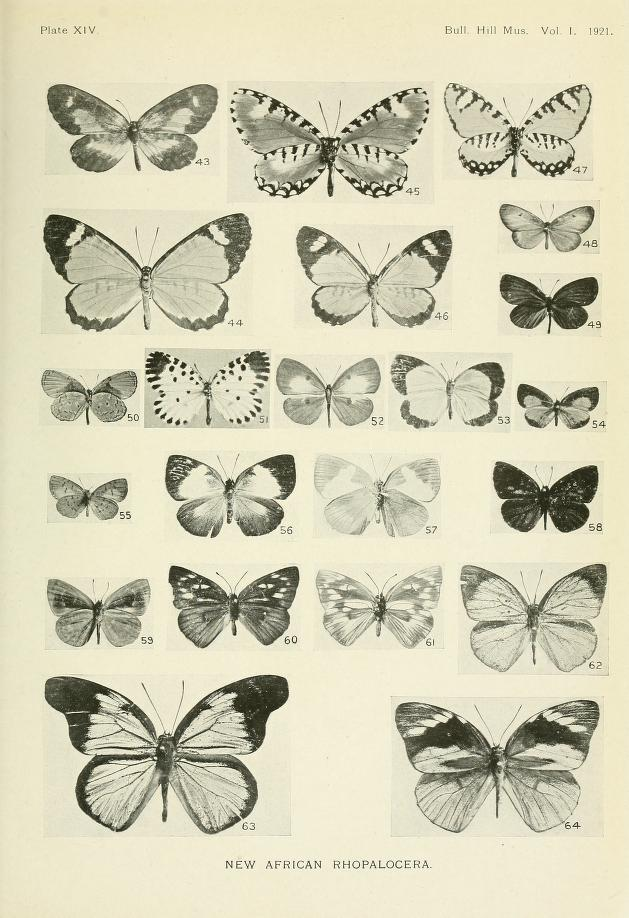
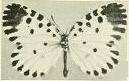